# Vuelta a Venezuela 2009
La 46ª edición de la Vuelta a Venezuela, disputada en 2009, constó de 12 etapas para completar un recorrido total de 1609.6 km.
La carrera arrancó el 24 de junio en Puerto La Cruz y finalizó el 5 de julio en Caracas.
El ganador de la carrera fue el venezolano José Rujano del equipo Gobernación del Zulia con un tiempo de 39h 09' 51".

## Etapas

### Etapa 1
Puerto La Cruz - Puerto La Cruz 80 km
| 1 | Alberto Loddo  | Italia    | 2h 09' 21" |
| 2 | José Aguilar   | Venezuela | m.t.       |
| 3 | Mattia Gavazzi | Italia    | m.t.       |

| 1 | Alberto Loddo  | Italia    | 2h 09' 11" |
| 2 | José Aguilar   | Venezuela | + 3"       |
| 3 | Mattia Gavazzi | Italia    | + 6"       |

### Etapa 2
Barcelona - El Tigre 176.5 km
| 1 | Alberto Loddo  | Italia | 4h 18' 06" |
| 2 | Mattia Gavazzi | Italia | m.t.       |
| 3 | Alien García   | Cuba   | m.t.       |

| 1 | Alberto Loddo  | Italia    | 6h 27' 17" |
| 2 | Mattia Gavazzi | Italia    | m.t.       |
| 3 | José Aguilar   | Venezuela | + 3"       |

### Etapa 3-A
Circuito de Anaco 30 km
| 1 | Mattia Gavazzi  | Italia    | 40' 30" |
| 2 | Honorio Machado | Venezuela | m.t.    |
| 3 | Franklin Molina | Venezuela | m.t.    |

| 1 | Alberto Loddo  | Italia    | 6h 27' 17" |
| 2 | Mattia Gavazzi | Italia    | m.t.       |
| 3 | José Aguilar   | Venezuela | + 3"       |

### Etapa 3-B
Aragua de Barcelona - Valle de la Pascua 135 km
| 1 | Mattia Gavazzi  | Italia    | 3h 31' 32" |
| 2 | Franklin Chacón | Venezuela | m.t.       |
| 3 | Jesús Pérez     | Venezuela | m.t.       |

| 1 | Wilmer Bravo    | Venezuela | 10h 39' 20" |
| 2 | Honorio Machado | Venezuela | m.t.        |
| 3 | José Aguilar    | Venezuela | + 2"        |

### Etapa 4
Valle de la Pascua - Valle de la Pascua 93 km
| 1 | Mattia Gavazzi  | Italia    | 2h 12' 54" |
| 2 | José Aguilar    | Venezuela | m.t.       |
| 3 | Honorio Machado | Venezuela | m.t.       |

| 1 | José Aguilar    | Venezuela | 12h 52' 07" |
| 2 | Honorio Machado | Venezuela | + 2"        |
| 3 | Mattia Gavazzi  | Italia    | + 4"        |

### Etapa 5
Chaguaramas - Calabozo 169,5 km
| 1 | Jesús Pérez         | Venezuela | 4h 16' 35" |
| 2 | Tomás Teresen       | Venezuela | m.t.       |
| 3 | Julio César Herrera | Venezuela | m.t.       |

| 1 | José Aguilar    | Venezuela | 17h 08' 42" |
| 2 | Honorio Machado | Venezuela | + 2"        |
| 3 | Mattia Gavazzi  | Italia    | + 4"        |

### Etapa 6
El Sombrero - San Carlos 225 km
| 1 | Honorio Machado  | Venezuela | 5h 21' 11" |
| 2 | Frederick Segura | Venezuela | m.t.       |
| 3 | Weimar Roldán    | Colombia  | m.t.       |

| 1 | Honorio Machado | Venezuela | 22h 29' 44" |
| 2 | José Aguilar    | Venezuela | + 9"        |
| 3 | Mattia Gavazzi  | Italia    | + 13"       |

### Etapa 7
Turén - Turén 35 km Contrarreloj
| 1 | José Serpa    | Colombia  | 40' 59" |
| 2 | José Chacón   | Venezuela | + 21"   |
| 3 | César Salazar | Colombia  | + 27"   |

| 1 | José Serpa    | Venezuela | 23h 11' 28" |
| 2 | José Chacón   | Venezuela | + 1"        |
| 3 | César Salazar | Colombia  | + 7"        |

### Etapa 8
Acarigua - Sanare 163,4 km
| 1 | José Rujano       | Venezuela | 3h 44' 29" |
| 2 | Víctor Moreno     | Venezuela | + 1' 15"   |
| 3 | Carlos José Ochoa | Venezuela | + 1' 16"   |

| 1 | José Rujano   | Venezuela | 26h 56' 50" |
| 2 | César Salazar | Colombia  | + 32"       |
| 3 | José Chacón   | Venezuela | + 1' 00"    |

### Etapa 9
Quíbor - Nirgua 160 km
| 1 | José Rujano       | Venezuela | 4h 12' 18" |
| 2 | Carlos José Ochoa | Venezuela | + 49"      |
| 3 | César Salazar     | Colombia  | + 49"      |

| 1 | José Rujano   | Venezuela | 31h 08' 56" |
| 2 | César Salazar | Colombia  | + 1' 28"    |
| 3 | José Chacón   | Venezuela | + 2' 31"    |

### Etapa 10
Circuito de San Felipe 84 km
| 1 | Honorio Machado | Venezuela | 1h 32' 39" |
| 2 | Mattia Gavazzi  | Italia    | m.t.       |
| 3 | Jesús Pérez     | Venezuela | m.t.       |

| 1 | José Rujano   | Venezuela | 32h 41' 35" |
| 2 | César Salazar | Colombia  | + 1' 28"    |
| 3 | José Chacón   | Venezuela | + 2' 31"    |

### Etapa 11
San Felipe - Turmero 181,5 km
| 1 | Weimar Roldán         | Colombia  | 4h 17' 49" |
| 2 | Miguel Ernesto Chacón | Venezuela | m.t.       |
| 3 | Freddy Burgos         | Cuba      | + 38"      |

| 1 | José Rujano   | Venezuela | 37h 00' 13" |
| 2 | César Salazar | Colombia  | + 1' 28"    |
| 3 | José Chacón   | Venezuela | + 2' 31"    |

### Etapa 12
Circuito en Caracas 81,6 km
| 1 | Jesús Pérez           | Venezuela | 2h 09' 39" |
| 2 | Frederick Segura      | Venezuela | m.t.       |
| 3 | Miguel Ernesto Chacón | Venezuela | m.t.       |

| 1 | José Rujano   | Venezuela | 39h 09' 51" |
| 2 | César Salazar | Colombia  | + 1' 29"    |
| 3 | José Chacón   | Venezuela | + 2' 32"    |

## Clasificación final
| Posición | Nombre                | Equipo                                          | Tiempo      |
| -------- | --------------------- | ----------------------------------------------- | ----------- |
|          | José Rujano           | Gobernación del Zulia                           | 39h 09' 51" |
| 2        | César Salazar         | Lotería del Táchira                             | + 1' 29"    |
| 3        | José Chacón Díaz      | G. Carabobo-Tra. Ele                            | + 2' 32"    |
| 4        | José Alarcón          | Sumiglov-City of Mérida                         | + 2' 42"    |
| 5        | Carlos José Ochoa     | Serramenti PVC Diquigiovanni-Androni Giocattoli | + 2' 43"    |
| 6        | Rodolfo Camacho       | Lotería del Táchira                             | + 3' 16"    |
| 7        | José Alirio Contreras | Sumiglov-City of Mérida                         | + 4' 45"    |
| 8        | Yeison Delgado        | Lotería del Táchira                             | + 4' 57"    |
| 9        | Yosvang Rojas         | G. Carabobo-Tra. Ele                            | + 5' 35"    |
| 10       | Edwin Becerra         | Sumiglov-City of Mérida                         | + 5' 41"    |